# Andreas van Calabrië

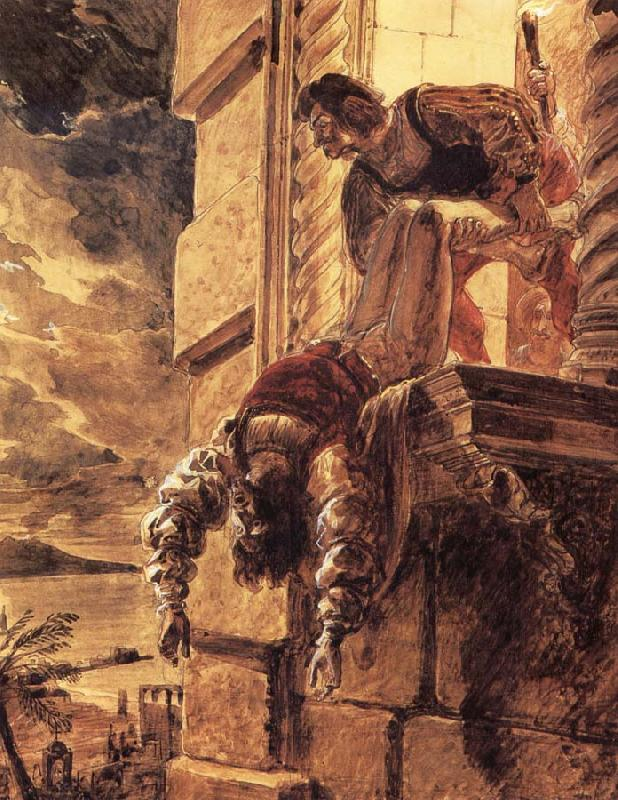
Moord op Andreas van Calabrië, door Karl Brjoellov

Andreas van Calabrië (30 oktober 1327 - Aversa, 18 september 1345) was van 1343 tot aan zijn dood hertog van Calabrië. Hij behoorde tot huis Anjou-Sicilië.

## Levensloop
Andreas was de tweede van de drie overlevende zonen van koning Karel I Robert van Hongarije en Elisabeth van Polen, dochter van koning Wladislaus de Korte. Op 26 september 1333 huwde hij met Johanna  van Napels (1326-1382), kleindochter en erfgename van koning Robert van Napels. De grootvader langs vaderskant van Andreas, Karel Martel van Anjou, was een broer van koning Robert van Napels.
Toen koning Robert van Napels in 1343 stierf, wees hij het koninkrijk Napels in zijn testament enkel toe aan zijn kleindochter Johanna. Hierdoor kon Andreas niet aangesteld worden tot co-koning van Napels. Met de toestemming van paus Clemens VI werd enkel Johanna in augustus 1344 tot koningin van Napels gekroond. Omdat Andreas voor zijn leven vreesde en terug wilde keren naar Hongarije, kocht zijn moeder Elisabeth paus Clemens VI om zodat Andreas de toelating kreeg om tot koning van Napels gekroond te worden. Toen Johanna in de zomer van 1344 ziek werd, kreeg Andreas de macht in Napels tijdelijk in handen. Hij veroorzaakte grote controverse toen hij de Pipini-broers vrijliet, die door koning Robert van Napels waren veroordeeld voor moord, verkrachting, plundering, hoogverraad en enkele andere beschuldigingen. Hun bezittingen werden wel aan andere edelen gegeven, waardoor Andreas steeds meer steun bij hen won.
Toen Andreas de toestemming van de paus had gekregen om tot koning van Napels gekroond te worden, wilde een groep samenzwerende edelen deze kroning verhinderen. Tijdens een jachttrip in Aversa verliet Andreas midden in de nacht zijn slaapkamer, waarna hij direct omsingeld werd door de samenzweerders. Omdat Johanna nog lag te slapen, barricadeerde een bediende de deur. Er brak een hevig gevecht los, waarbij Andreas zich fel verdedigde en om hulp schreeuwde. Uiteindelijk werd hij overmeesterd, gewurgd met een koord en uit het raam gegooid.
Andreas en zijn echtgenote Johanna hadden een postume zoon Karel Martel (1345-1348), die de titel van hertog van Calabrië droeg.